# Невзорово (Московская область)
Невзорово — деревня в Пушкинском районе Московской области России, входит в состав сельского поселения Царёвское. Население — 25 чел. (2010).

## География
Расположена на севере Московской области, в южной части Пушкинского района, примерно в 6 км к востоку от центра города Пушкино и 19 км от Московской кольцевой автодороги, на правом берегу реки Скалбы бассейна Клязьмы, севернее города Ивантеевки.
К деревне приписано 4 садоводческих товарищества.
В 4 км к западу — Ярославское шоссе М8, в 4 км к югу проходит ветка линии Ярославского направления Московской железной дороги Болшево — Фрязино. Ближайшие сельские населённые пункты — деревня Грибово, сёла Комягино и Левково, ближайшие станции — Детская и Ивантеевка.
Рядом с деревней находится Невзоровское кладбище.

## Население
| 1852 | 1859 | 1890 | 1899 | 1926 | 2002 | 2006 |
| ---- | ---- | ---- | ---- | ---- | ---- | ---- |
| 129  | ↗130 | ↘54  | →54  | ↗147 | ↘13  | →13  |
| 2010 |      |      |      |      |      |      |
| ↗25  |      |      |      |      |      |      |

## История

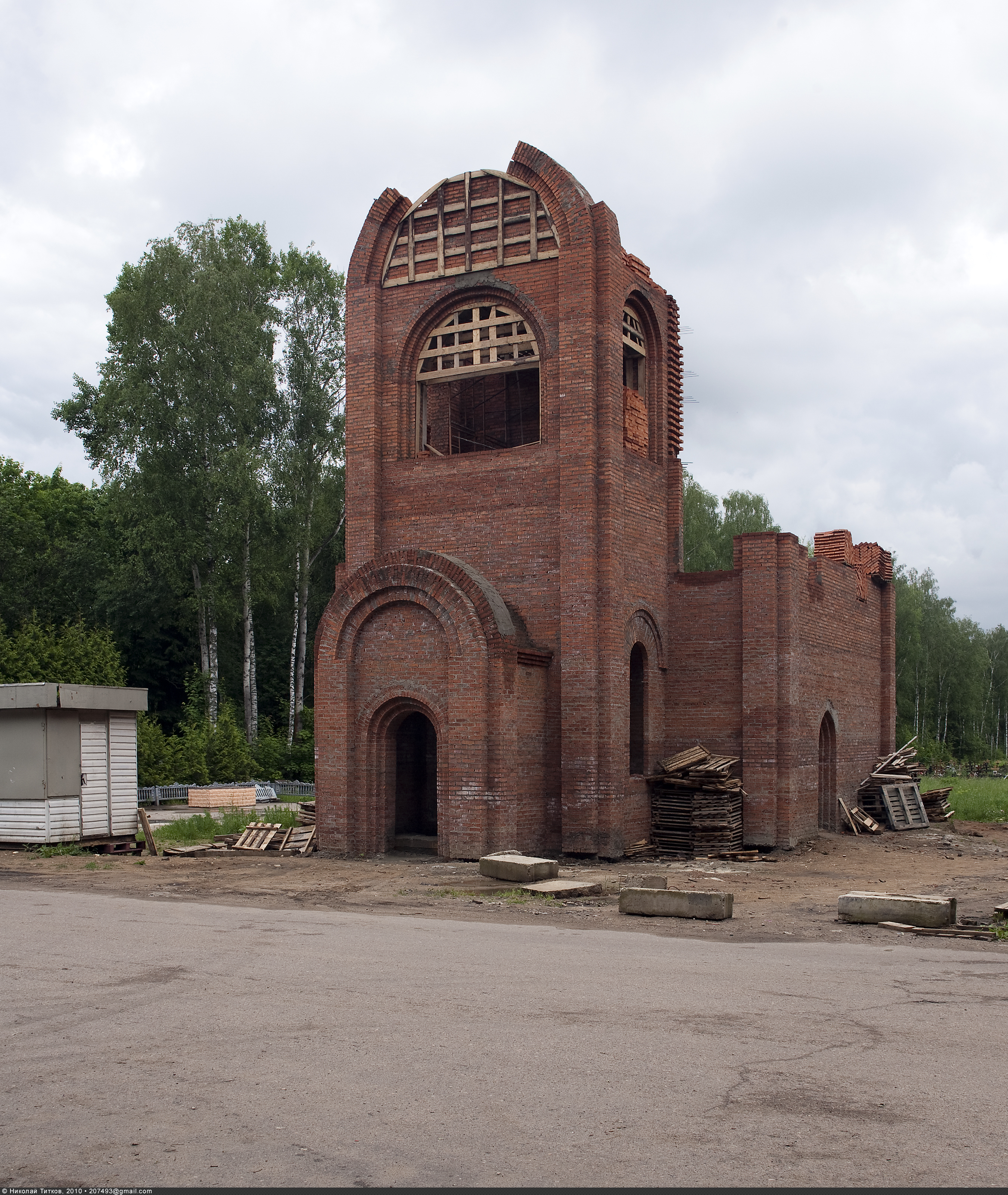
Строительство церкви-часовни иконы Божией Матери «Всех Скорбящих Радость» на Невзоровском кладбище (2010 год)

В середине XIX века деревня относилась ко 2-му стану Богородского уезда Московской губернии и принадлежало коллежскому асессору Мещанинову П. М., в деревне был 21 двор, крестьян 64 души мужского пола и 65 душ женского.
В «Списке населённых мест» 1862 года — владельческая деревня 2-го стана Богородского уезда по левую сторону Хомутовского тракта (от Москвы по границе с Дмитровским уездом), в 39 верстах от уездного города и 18 верстах от становой квартиры, при реке Скалбе, с 21 двором и 130 жителями (58 мужчин, 72 женщины).
По данным на 1899 год — деревня Гребневской волости Богородского уезда с 54 жителями.
В 1913 году — 27 дворов.
По материалам Всесоюзной переписи населения 1926 года — деревня Комягинского сельсовета Щёлковской волости Московского уезда Московской губернии в 1,5 км от Царёвского шоссе и 8 км от станции Братовщино Северной железной дороги, проживало 147 жителей (71 мужчина, 76 женщин), насчитывалось 25 хозяйств, из которых 24 крестьянских.
С 1929 года — населённый пункт в составе Пушкинского района Московского округа Московской области. Постановлением ЦИК и СНК от 23 июля 1930 года округа как административно-территориальные единицы были ликвидированы.
Административная принадлежность
1929—1954 гг. — деревня Левковского сельсовета Пушкинского района.
1954—1957 гг. — деревня Жуковского сельсовета Пушкинского района.
1957—1960 гг. — деревня Жуковского сельсовета Мытищинского района.
1960—1962 гг. — деревня Жуковского (до 20.08.1960) и Пушкинского сельсоветов Калининградского района.
1962—1963, 1965—1994 гг. — деревня Пушкинского сельсовета Пушкинского района.
1963—1965 гг. — деревня Пушкинского сельсовета Мытищинского укрупнённого сельского района.
1994—2003 гг. — деревня Пушкинского сельского округа Пушкинского района.
2003—2006 гг. — деревня Царёвского сельского округа Пушкинского района.
С 2006 года — деревня сельского поселения Царёвское Пушкинского муниципального района Московской области.